# 台湾油点草
臺灣油點草（學名：Tricyrtis formosana）為百合科油點草屬多年生草本植物，生長於中低海拔潮濕地方。新葉有深色圓點，花朵有紫紅色斑點。因模式標本在臺灣採集而以臺灣（Formosa）作為種小名。其种加词“formosana”意为“台湾的”。

## 分佈
臺灣油點草分佈於臺灣全島及蘭嶼，為極常見之油點草屬物種；但有資料指出在日本沖繩縣西表島亦有分佈。

## 形態特徴

### 枝葉
植株高度20-80 cm，莖光滑或幼嫩時披毛。
紙質葉片為單葉互生，全緣或具緣毛，表面光滑，葉背葉脈披毛。
葉形從倒卵形至寬闊披針形，先端及葉基均為漸尖，有時有葉柄，抱莖。
新生葉片常帶有墨綠至黑色圓形斑點，但在葉片長大後或光照較強生育環境下斑點會褪去。

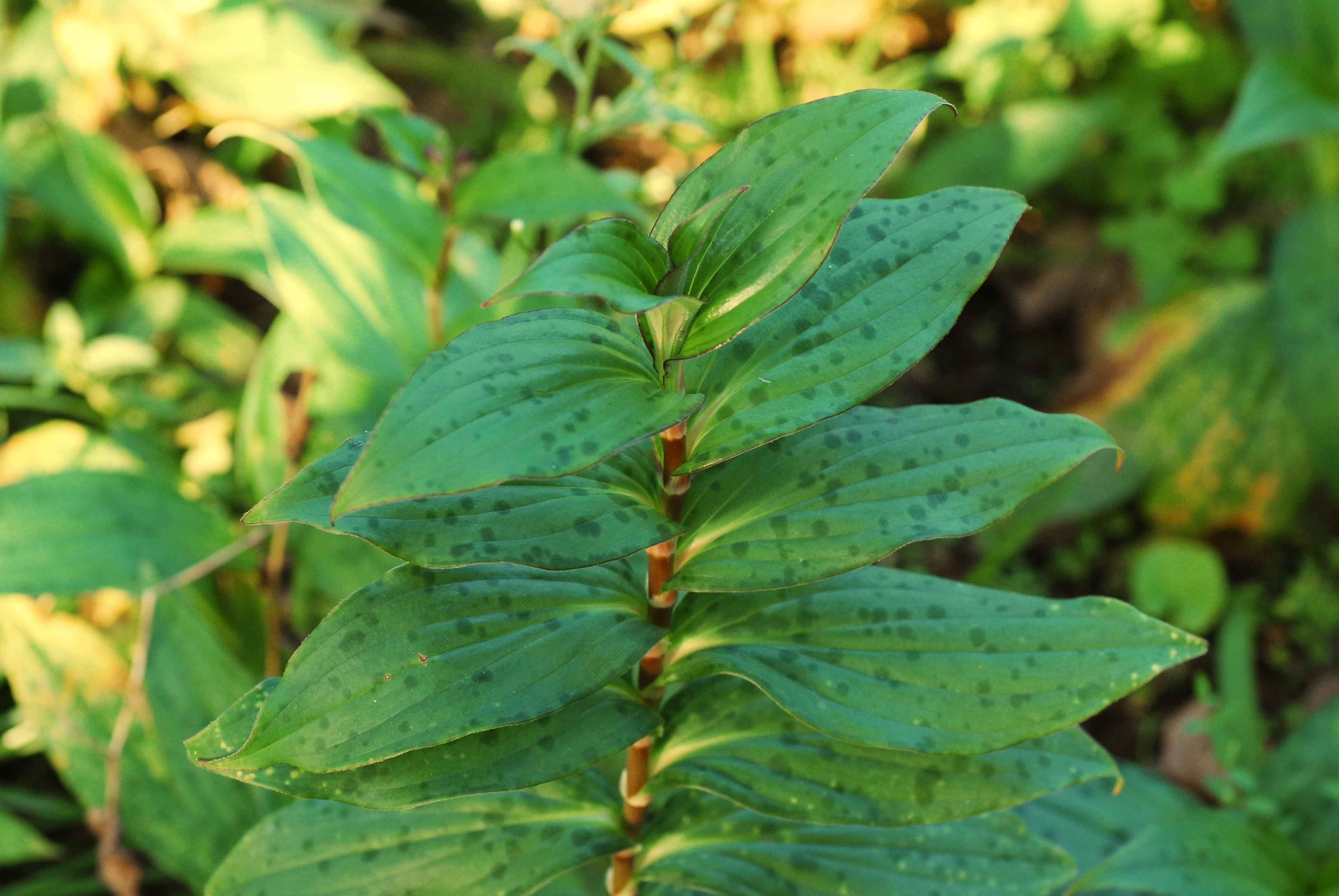
植株形態
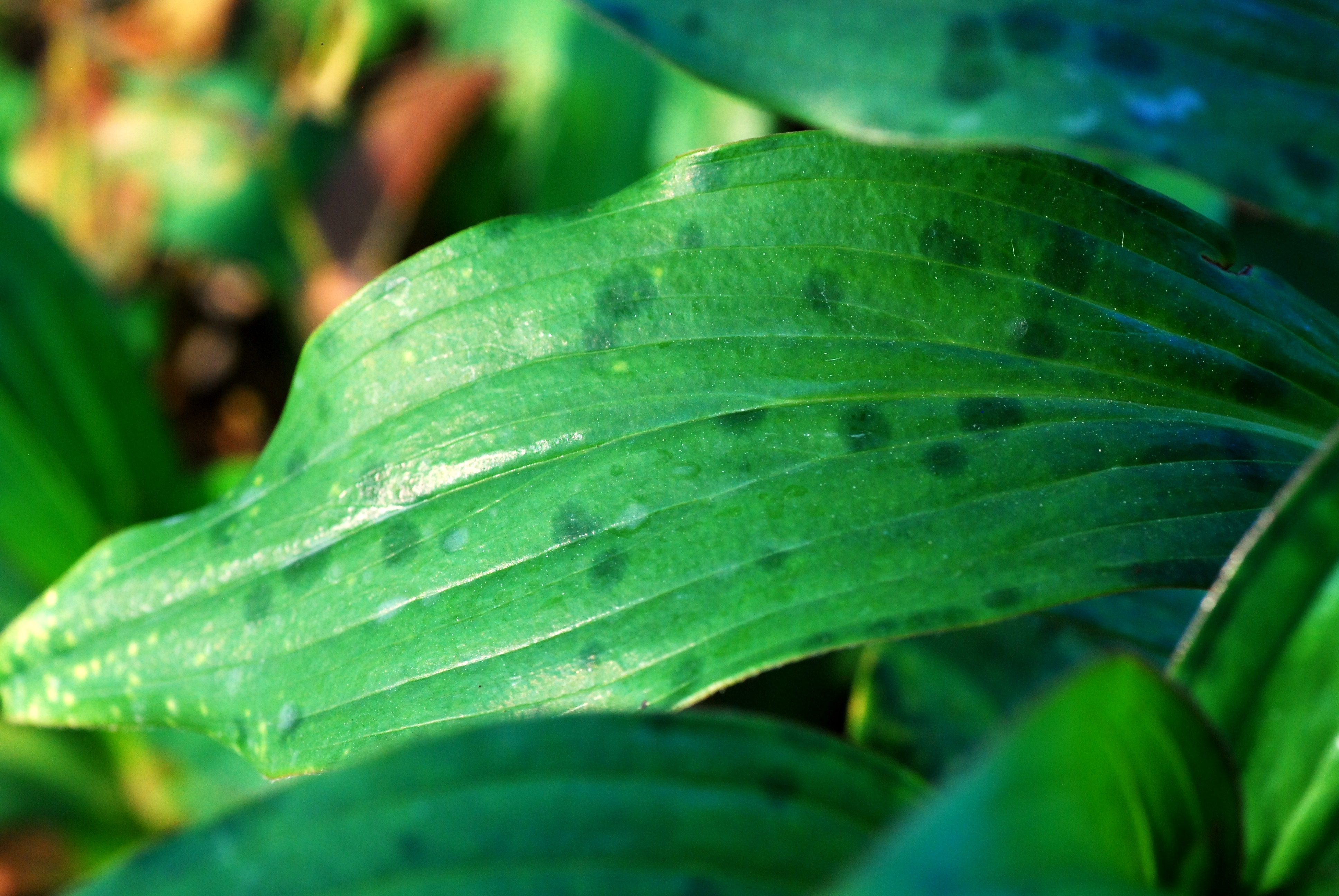
葉片暗色斑點

### 花朵
繖房花序頂生多分枝，稍披毛，花從花梗基部向上開放。

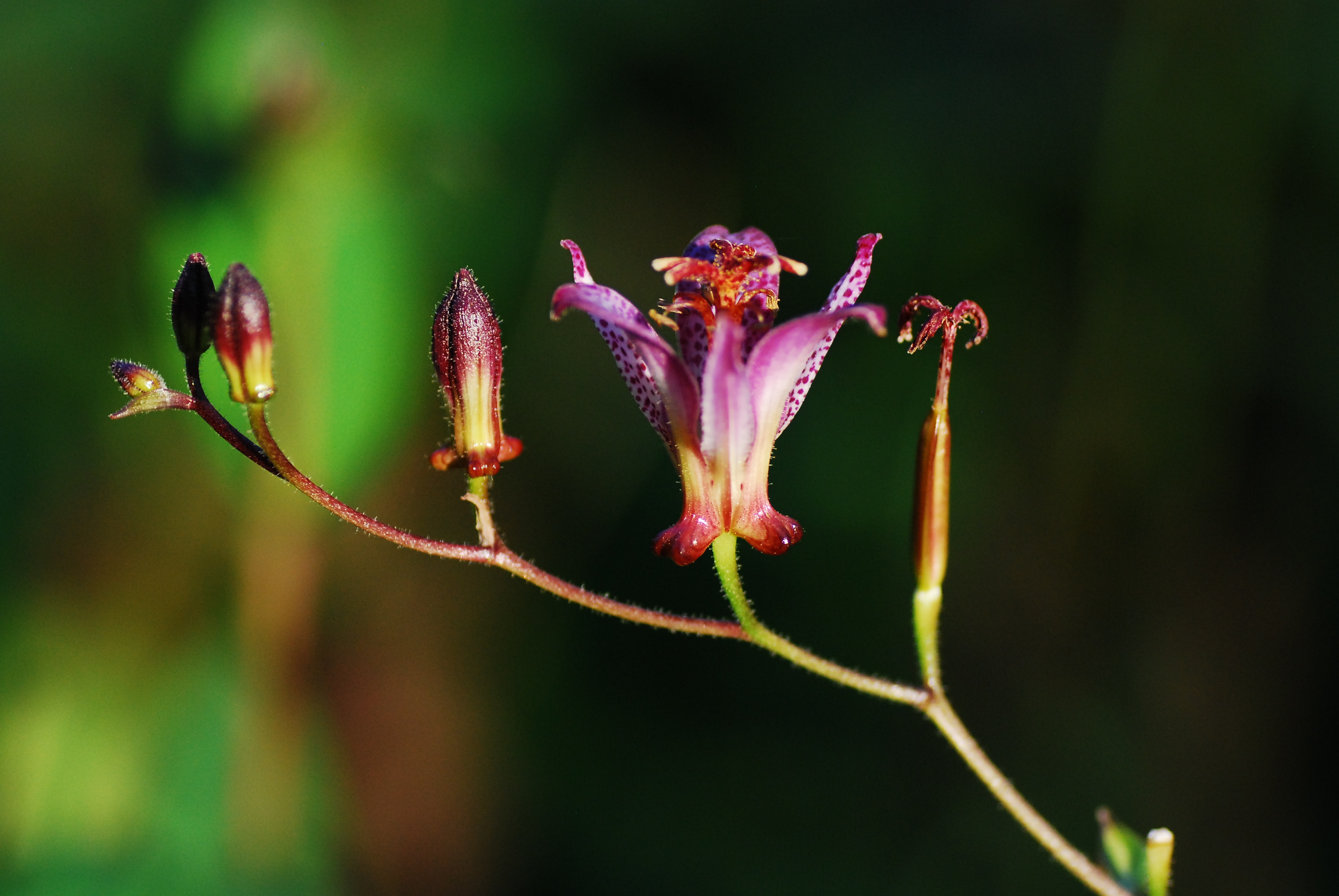
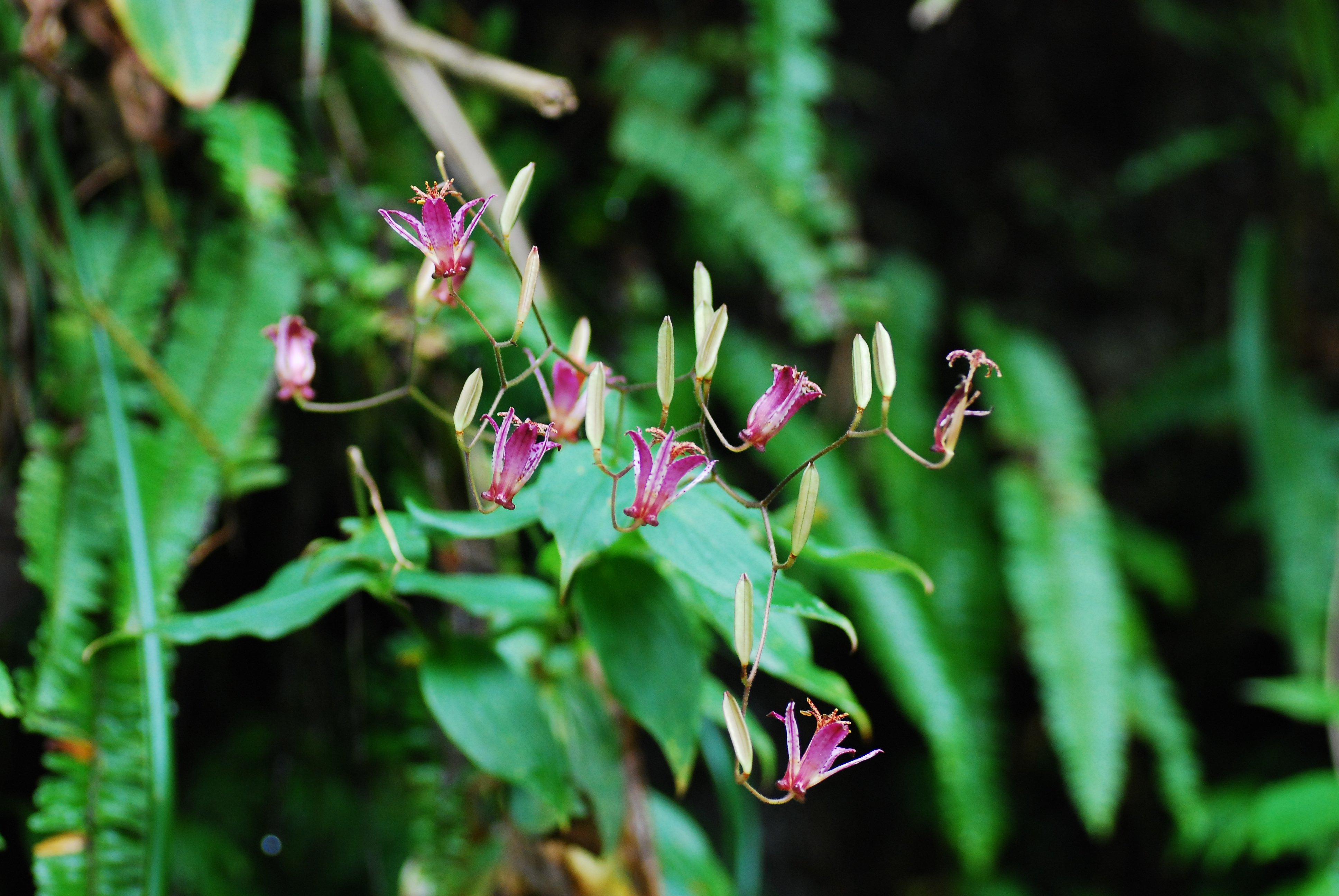

紫白色花朵為開展的鐘形，花被片內側佈滿紫紅斑點，花被片六枚。

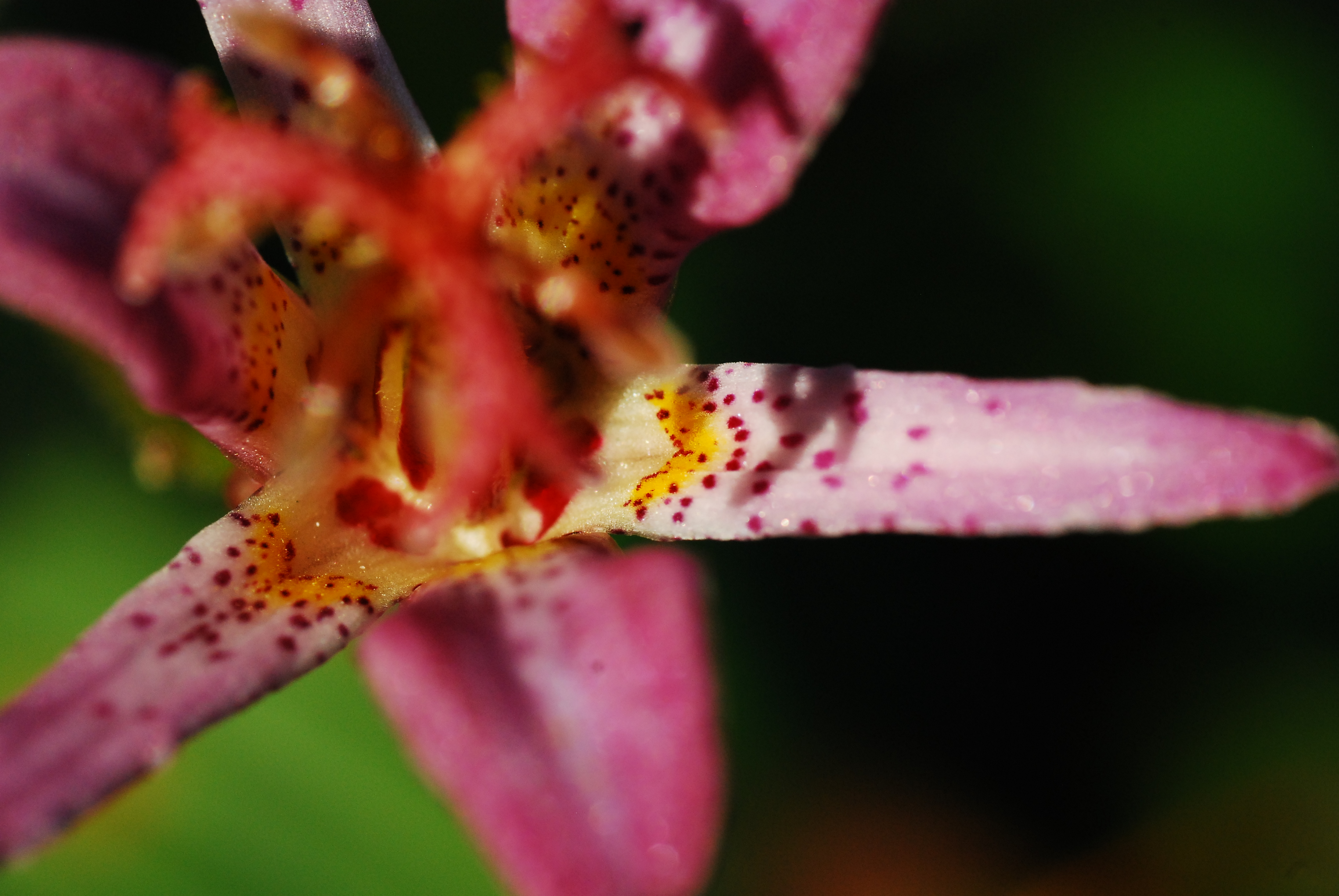

花被片兩輪，外輪花萼為較寬之披針或例披針形，每萼片基部有短花距，內輪花瓣線形，尖端有時呈藍紫色。
雄蕊6枚。雌蕊上有紫紅色斑點及腺體，柱頭三分岔，末端再二岔，心皮3枚合生成3室。

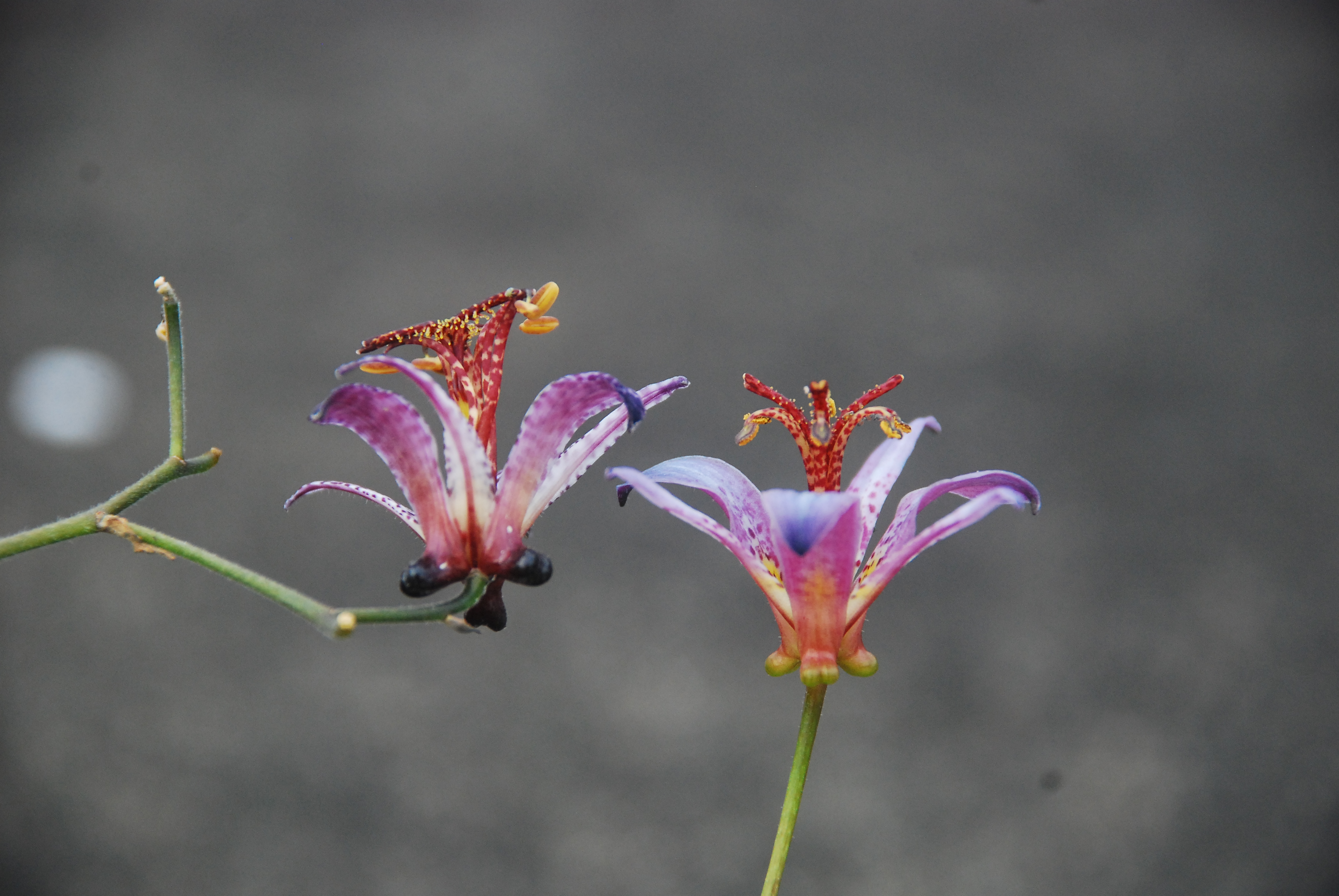
不同個體之花朵
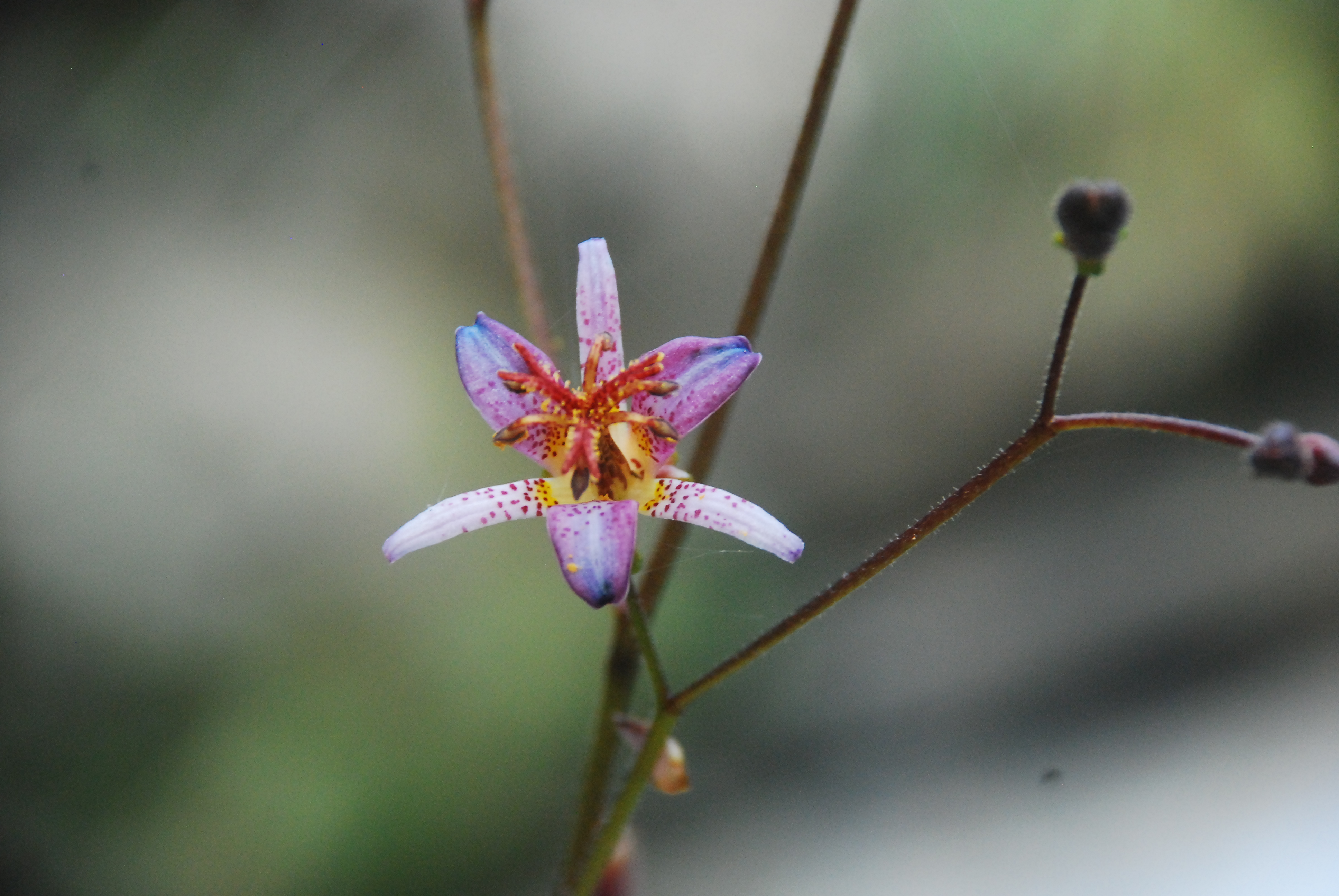
花被片尖端藍色之個體

### 果實
果實為直立的蒴果，成熟時開裂，有細小薄片狀種子。

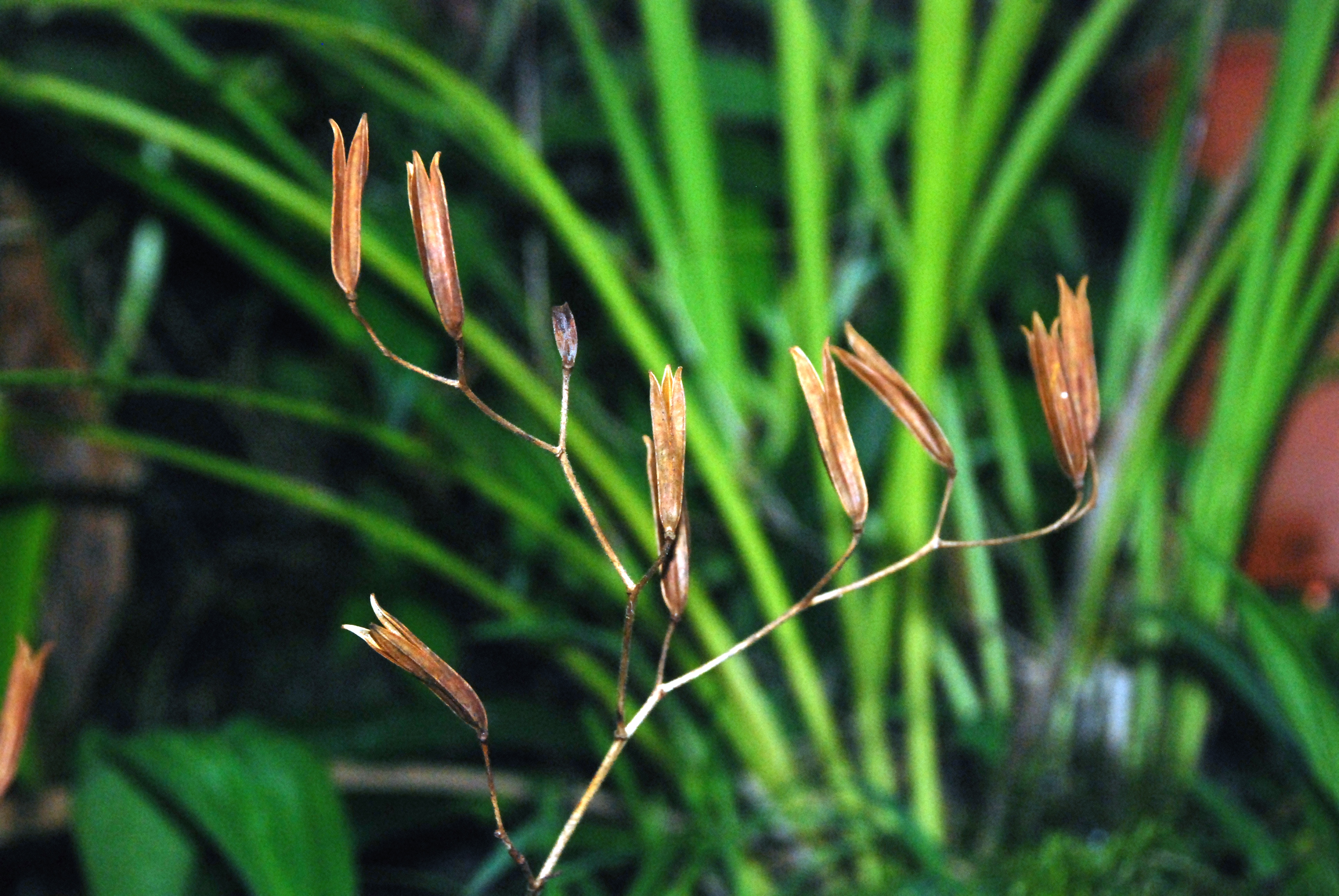
臺灣油點草

## 生育環境
生長在低海拔及中海拔山野、路旁，或是瀑布附近潮濕地方，分佈海拔10公尺至1,900公尺。

## 名稱由來
拉丁學名中，屬名Tricyrtis是由希臘文tri-（三）及kyrtos（穴）合併而成，種小名formosana指臺灣（福爾摩沙），因模式標本採集自臺灣。
油點草的名字有說是來自新生葉片上油漬狀斑點，亦有說法是因為花柱上有密集腺體。
日本稱油點草為ホトトギス（杜鵑草），與杜鵑鳥同名，一說是因花朵斑紋與杜鵑鳥腹部斑紋相似而得名。